# Adelmannsfelden
Adelmannsfelden è un comune tedesco di 1 731 abitanti situato nel land del Baden-Württemberg.

## Amministrazione

### Gemellaggi
Adelmannsfelden è gemellato con:
- Bagnara di Romagna, Italia